# Белоусово (Белокриницкий поселковый совет)
Белоусово (укр. Білоусове) — село в Великоалександровской поселковой общине Бериславского района Херсонской области Украины.
Почтовый индекс — 74113. Телефонный код — 5532. Код КОАТУУ — 6520980301.

## Население
Население по переписи 2001 года составляло 143 человека.

### Языковой состав
Родной язык населения по данным переписи 2001 года:
| Язык       | Численность, чел. | Доля     |
| ---------- | ----------------- | -------- |
| Украинский | 136               | 95,10 %  |
| Русский    | 7                 | 4,90 %   |
| Итого      | 143               | 100,00 % |

## Местный совет
74131, Херсонская обл., Великоалександровский р-н, пгт Белая Криница, ул. Ленина, 2